# Монтеспертоли
Монтеспертоли (итал. Montespertoli) — коммуна в Италии, располагается в регионе Тоскана, в провинции Флоренция.
Население составляет 12 723 человека (2008 г.), плотность населения составляет 104 чел./км². Занимает площадь 125 км². Почтовый индекс — 50025. Телефонный код — 0571.
Покровителем коммуны почитается святой апостол Андрей, празднование 30 ноября.

## Демография
Динамика населения:

## Администрация коммуны
- Официальный сайт: http://www.comune.montespertoli.fi.it/